# Liste der Baudenkmäler in Inchenhofen
Auf dieser Seite sind die Baudenkmäler in dem schwäbischen Markt Inchenhofen zusammengestellt. Diese Tabelle ist eine Teilliste der Liste der Baudenkmäler in Bayern. Grundlage ist die Bayerische Denkmalliste, die auf Basis des Bayerischen Denkmalschutzgesetzes vom 1. Oktober 1973 erstmals erstellt wurde und seither durch das Bayerische Landesamt für Denkmalpflege geführt wird. Die folgenden Angaben ersetzen nicht die rechtsverbindliche Auskunft der Denkmalschutzbehörde.
 Diese Liste gibt den Fortschreibungsstand vom 31. Juli 2018 wieder und umfasst 22 Baudenkmäler.

## Ensembles

### Ensemble Ortskern Inchenhofen
Das Ensemble umfasst mit der erhöht gelegenen Wallfahrtskirche St. Leonhard, dem ehemaligen Klosterhospitium und dem Gasthof westlich der Kirche das Zentrum des Wallfahrtsortes. Aus allen vier Himmelsrichtungen führen Straßen auf die Kirche zu und kreuzen sich entlang ihrer Südseite im Marktplatz. Die Tradition der Wallfahrt reicht bis ins 13. Jahrhundert zurück. Aus dieser Anfangszeit stammt im Kern noch die der Kirche benachbarte Kapelle. 1400 erhielt das Dorf das Marktrecht. Nach schweren Zerstörungen 1704 wurden Kirche und umliegende Gebäude wiederhergestellt. Bis heute prägen der Kirchenbau, der inzwischen als Pfarrhaus genutzte Westflügel sowie der zum Rathaus umfunktionierte Ostflügel des ehemaligen Klosterhospitiums zusammen mit dem stattlichen Gasthof in Ecklage die Marktgemeinde. Aktennummer: E-7-71-141-1.

## Baudenkmäler nach Ortsteilen

### Inchenhofen

#### Innerhalb des Ensembles
| Lage                            | Objekt                                                       | Beschreibung | Akten-Nr.              | Bild                                                         |
| ------------------------------- | ------------------------------------------------------------ | --- | ---------------------- | ------------------------------------------------------------ |
| Marktplatz 2 (Standort)         | Katholische Pfarr- und Wallfahrtskirche St. Leonhard         | Dreischiffige Hallenkirche mit dreiseitig geschlossenem Chor, südlicher Zwiebelturm, Turmunterbau 1310–32, Chor 1451–57, Langhaus 1618–23, nach Brand 1705–06 wiederhergestellt, 1755–61 umgestaltet; mit Ausstattung (siehe auch: Kanzel); ehemalige Wallfahrtskapelle, schlichter Satteldachbau, im Kern wohl 13. Jahrhundert, 1902 zur Lourdesgrotte umgebaut; mit Ausstattung; nordöstlich der Kirche. | D-7-71-141-4 Wikidata  | weitere Bilder                                               |
| Pöttmeser Straße 1 (Standort)   | Gasthaus                                                     | Zweigeschossiger Traufseitbau mit Satteldach und Bodenerker über hohem Sockelgeschoss, im Kern Anfang 18. Jahrhundert, im 19./20. Jahrhundert verändert. | D-7-71-141-5 Wikidata  | Gasthaus                                                     |
| Sainbacher Straße 2 (Standort)  | Wohnhaus                                                     | Zweigeschossiger Walmdachbau mit durchfenstertem Kniestock, Segmentbogenfenstern und barockem Portal, in Ecklage, im Kern Ende 17. Jahrhundert, Südflügel und Putzgliederung wohl 1896. | D-7-71-141-12 Wikidata | Wohnhaus                                                     |
| Zisterzienserplatz 1 (Standort) | Westflügel des ehemaligen Klosterhospitiums, jetzt Pfarrhaus | Dreigeschossiger Zweiflügelbau mit Satteldach und geschweiften Giebeln, Putzgliederung, im Kern spätmittelalterlich, nach 1618 erweitert, im 18. Jahrhundert verändert; vgl. Zisterzienserplatz 2. | D-7-71-141-6 Wikidata  | Westflügel des ehemaligen Klosterhospitiums, jetzt Pfarrhaus |
| Zisterzienserplatz 2 (Standort) | Ostflügel des ehemaligen Klosterhospitiums, jetzt Rathaus    | Dreigeschossiger Satteldachbau mit geschweiften Giebeln und Putzgliederung, im Kern spätmittelalterlich, nach 1618 erweitert, im 18. Jahrhundert verändert; vgl. Zisterzienserplatz 1. | D-7-71-141-3 Wikidata  | Ostflügel des ehemaligen Klosterhospitiums, jetzt Rathaus    |

#### Außerhalb des Ensembles
| Lage                              | Objekt                                  | Beschreibung | Akten-Nr.              | Bild                                    |
| --------------------------------- | --------------------------------------- | --- | ---------------------- | --------------------------------------- |
| Aichacher Straße 2 (Standort)     | Wohnhaus                                | Erdgeschossiger Giebelbau mit Greddach, zweite Hälfte 19. Jahrhundert.                                                                        | D-7-71-141-1 Wikidata  | Wohnhaus                                |
| Aichacher Straße 28 (Standort)    | Wohnhaus                                | Erdgeschossiger, giebelständiger Satteldachbau mit Kniestock, 19. Jahrhundert.                                                                | D-7-71-141-2 Wikidata  | Wohnhaus                                |
| Großhausener Straße 7 (Standort)  | Katholische Friedhofskapelle St. Joseph | Saalbau mit westlichem Chorscheitelturm mit Zwiebelhaube, 1828; mit Ausstattung.                                                              | D-7-71-141-22 Wikidata | Katholische Friedhofskapelle St. Joseph |
| Im Anger (Standort)               | Katholische Bruder-Konrad-Kapelle       | Schlichter Rechteckbau mit halbrunder Apsis und Satteldach, 1873; mit Ausstattung.                                                            | D-7-71-141-8 Wikidata  | weitere Bilder                          |
| Pöttmeser Straße 9 (Standort)     | Bauernhof in Hakenform                  | Wohnhaus, erdgeschossiger Giebelbau mit Satteldach und Traufknoten, wohl 18. Jahrhundert; nach 1813 um den Stallstadel hakenförmig erweitert. | D-7-71-141-7 Wikidata  | Bauernhof in Hakenform                  |
| St.-Leonhard-Straße 6 (Standort)  | Wohnhaus                                | Zweigeschossiger Mansarddachbau mit Schopf, Anfang 19. Jahrhundert.                                                                           | D-7-71-141-9 Wikidata  | Wohnhaus                                |
| St.-Leonhard-Straße 11 (Standort) | Wohnhaus                                | Zweigeschossiger Walmdachbau mit Bodenerker, 17./18. Jahrhundert.                                                                             | D-7-71-141-10 Wikidata | Wohnhaus                                |

### Ainertshofen
| Lage                         | Objekt                                      | Beschreibung | Akten-Nr.              | Bild           |
| ---------------------------- | ------------------------------------------- | --- | ---------------------- | -------------- |
| Ainertshofen 2; 1 (Standort) | Katholische Filialkirche Mariä Verkündigung | Saalbau mit Stichkappentonne und eingezogenem Chor, südlicher Zwiebelturm, im Kern 15. Jahrhundert, um 1705 erneuert; mit Ausstattung (siehe auch: Kanzel); zugehörig Südabschnitt der Friedhofsmauer. | D-7-71-141-15 Wikidata | weitere Bilder |

### Arnhofen
| Lage                  | Objekt                   | Beschreibung | Akten-Nr.              | Bild           |
| --------------------- | ------------------------ | --- | ---------------------- | -------------- |
| Arnhofen 1 (Standort) | Hofkapelle St. Sebastian | Schlichter Rechteckbau mit Satteldach und Tonnengewölbe, im Kern romanisch, in spätgotischer Zeit und Mitte des 18. Jahrhunderts umgestaltet; mit Ausstattung; Mörtelplastik, St.-Isidor-Darstellung, um 1880/90; am Stadel. | D-7-71-141-25 Wikidata | weitere Bilder |

### Ingstetten
| Lage                     | Objekt                            | Beschreibung                              | Akten-Nr.              | Bild           |
| ------------------------ | --------------------------------- | ----------------------------------------- | ---------------------- | -------------- |
| Ingstetten 12 (Standort) | Katholische Kapelle St. Sebastian | Kleiner Rechteckbau mit Mansarddach, 1911 | D-7-71-141-21 Wikidata | weitere Bilder |

### Oberbachern
| Lage                                                     | Objekt  | Beschreibung                                                                                       | Akten-Nr.              | Bild    |
| -------------------------------------------------------- | ------- | -------------------------------------------------------------------------------------------------- | ---------------------- | ------- |
| In Oberbachern, am nordwestlichen Ortsausgang (Standort) | Kapelle | Schlichter Rechteckbau mit halbrunder Apsis und Satteldach, Ende 19. Jahrhundert; mit Ausstattung. | D-7-71-141-24 Wikidata | Kapelle |

### Sainbach
| Lage                                                             | Objekt                               | Beschreibung | Akten-Nr.              | Bild           |
| ---------------------------------------------------------------- | ------------------------------------ | --- | ---------------------- | -------------- |
| Hauptstraße 1 (Standort)                                         | Pfarrhaus                            | Zweigeschossiger Walmdachbau, 1770/75. | D-7-71-141-17 Wikidata | Pfarrhaus      |
| Kirchplatz 2 (Standort)                                          | Katholische Pfarrkirche St. Nikolaus | Saalbau mit nördlichem Zwiebelturm, Mitte 15. Jahrhundert, um 1765/70 umgestaltet, Langhaus 1883 verlängert; mit Ausstattung (siehe auch: Kanzel). | D-7-71-141-16 Wikidata | weitere Bilder |
| Rosenstraße 8 (westlich vom Friedhof beim Sportplatz) (Standort) | Wegkapelle                           | Schlichter Rechteckbau mit Satteldach, wohl zweite Hälfte 19. Jahrhundert; mit Ausstattung.                                                        | D-7-71-141-23 Wikidata | weitere Bilder |

### Schönau
| Lage                  | Objekt                              | Beschreibung | Akten-Nr.              | Bild           |
| --------------------- | ----------------------------------- | --- | ---------------------- | -------------- |
| In Schönau (Standort) | Katholische Filialkirche St. Ulrich | Außenbau mit Strebepfeilern und südlichem, über Eck gestelltem Satteldachturm, flachgedeckter Saalbau mit dreiseitigem Schluss, um 1494, im 18. Jahrhundert umgestaltet; mit Ausstattung. | D-7-71-141-20 Wikidata | weitere Bilder |

## Abgegangene Baudenkmäler
In diesem Abschnitt sind Objekte aufgeführt, die früher einmal in der Denkmalliste eingetragen waren, jetzt aber nicht mehr existieren, z. B. weil sie abgebrochen wurden. Aktennummern in diesem Abschnitt sind ehemalige, jetzt nicht mehr gültige Aktennummern.

| Lage                                                      | Objekt               | Beschreibung                                                                         | Akten-Nr.              | Bild                 |
| --------------------------------------------------------- | -------------------- | ------------------------------------------------------------------------------------ | ---------------------- | -------------------- |
| Inchenhofen Sainbacher Straße 18 (Standort)               | Bauernhaus           | Erdgeschossiger Mitterstallbau mit Satteldach und Zwerchhaus, Mitte 19. Jahrhundert. | D-7-71-141-14 Wikidata | Bauernhaus           |
| Sainbach Rosenstraße 8 (am Wirtschaftsgebäude) (Standort) | Zwei Mörtelplastiken | Reiter und Rind, um 1886; im Juni 2020 nicht mehr vorhanden                          | D-7-71-141-19 Wikidata | Zwei Mörtelplastiken |